# Teenage Mutant Ninja Turtles : Des mutants à Manhattan
Teenage Mutant Ninja Turtles : Des mutants à Manhattan (Teenage Mutant Ninja Turtles: Mutants in Manhattan) est un jeu vidéo de type beat them all, développé par PlatinumGames et édité par Activision, sorti le 21 mai 2016 en Amérique du Nord et le 27 mai 2016 en Europe sur PC, PlayStation 3, PlayStation 4, Xbox 360 et Xbox One,,.

## Système de jeu
Dans le jeu, le joueur peut incarner 4 personnages : Léonardo, Michelangelo, Raphaël et Donnatello. Chacun possède une capacité propre. Le joueur peut aussi utiliser des objets (boisson, pizza...).